# Cyborg - Il guerriero d'acciaio
Cyborg - Il guerriero d'acciaio è un film di fantascienza del 1989 diretto da Giannetto De Rossi.

## Trama
L'androide 3CB, prototipo di un modello di cyborg noto come Cy-Warrior, viene attivato involontariamente durante un trasferimento e, nonostante subisca alcuni danni, riesce a fuggire su un'isola dei Caraibi. Qui trova il giovane Brandon, che abita sull'isola con la sorella Susan, dove trova soccorso; inizia davanti a loro a riparare il proprio corpo meccanico, mostrando così la propria natura di androide; i due lo aiutano a nascondersi nella comunità, insegnandogli a comportarsi come un umano; Susan finisce per innamorarsi di lui.
3CB tuttavia, in realtà fa parte di un progetto top secret del governo degli Stati Uniti ed è pensato per essere una spietata macchina per uccidere: viene quindi inviata sulle sue tracce una squadra speciale, capitanata dal crudele colonnello Hammer, con lo scopo di riportare in patria l'androide, che viene trovato quasi subito, dato che contiene un chip di localizzazione. La caccia si trasforma ben presto in una carneficina, lasciando molte vittime tra la popolazione dell'isola e mettendo fuori uso il generatore dell'ospedale locale. Anche Brandon viene ferito gravemente. Sarà 3CB a fornire l'energia necessaria ad alimentare i macchinari della sala operatoria per permettere ai chirurghi di salvare la vita al ragazzo, sacrificando però la propria.